# قوزی
قوزی (عربی: أوزي) غذایی مبتنی بر برنج و محبوب در کشورهای عربی خلیج فارس است. این غذا با گوشت بره بسیار آهسته پخته شده، آجیل بوداده و کشمش تهیه شده و برروی برنج سرو می‌شود. قوزی یکی از غذاهای ملی عراق است و توسط اعراب مهاجر به ترکیه وارد شده‌است.